# Montecubeiro
Montecubeiro (llamada oficialmente San Cibrao de Montecubeiro) es una parroquia española del municipio de Castroverde, en la provincia de Lugo, Galicia.

## Organización territorial
La parroquia está formada por treinta y siete entidades de población, constando treinta y tres de ellas en el nomenclátor del Instituto Nacional de Estadística español:

### Entidades de población
Entidades de población que forman parte de la parroquia:
- A Cabanela
- A Cernada
- A Graña
- A Laxe
- As Cabozas
- A Valiña
- A Veiga
- Bascuas
- Berlán
- Castelo
- Cepomundín
- Cubula
- Foxos
- Maceda
- Maxide
- O Albaredo
- O Barreiro
- O Campo
- O Escouredo
- O Fato
- O Gruñedo
- O Pereiro
- O Podriqueiro
- O Pombal
- Os Vilares
- O Vituriero
- Pumarín
- Sagaruxe
- San Cibrao
- Santadrao
- Sarceda
- Soutullo
- Teixeda
- Verducedo
- Vilar
- Vilarín

### Despoblado
Despoblado que forma parte de la parroquia:
- Insua

## Demografía
| Gráfica de evolución demográfica de Montecubeiro entre 2000 y 2019 |
|                                                                    |
| Datos según el nomenclátor publicado por el INE.                   |